# Bencsik János (politikus, 1965)
Bencsik János (Szarvas, 1965. július 31. –) teológus, szociológus, mérnök, politikus, 1990 és 2010 között Tatabánya polgármestere. 2010 nyarától a Nemzetgazdasági Minisztérium Energiaügyi és Otthonteremtési államtitkára, 2010 novemberétől 2011 végéig a Nemzeti Fejlesztési Minisztérium energiaügyekért és klímapolitikáért felelős államtitkára.

## Életpályája
Tanulmányait Szegeden kezdte teológiai szakon, majd Budapesten a Pázmány Péter Hittudományi Akadémián fejezte be. A Bárczi Gusztáv Gyógypedagógiai Főiskolán szociális munkás szakon szerzett diplomát. Később az Eötvös Loránd Tudományegyetemen szociológusi oklevelet szerzett. Ezt követően a Debreceni Agrártudományi Egyetem szarvasi karán településüzemeltető mérnök végzettséget szerzett.
1987-ben rakodóként dolgozott egy fuvarozó cégnél. Később a tatabányai gyermekvédő intézetben volt nevelő. 1988-ban alapító munkatársa lett a tatabányai Családsegítő Szolgálatnak. 1989-ben belépett az SZDSZ-be. Az 1990-es önkormányzati választásokon az SZDSZ–Fidesz színeiben közös jelöltként indult. Képviselővé, majd Tatabánya polgármesterévé választották. 1994-ben újra megválasztották a város polgármesterévé. A Komárom-Esztergom Megyei Önkormányzat Közgyűlésében volt a területfejlesztési bizottság alelnöke. 1998-ban az országgyűlési választásokon képviselői mandátumot szerzett a párt országos listájáról és újra megválasztották polgármesternek. Ebben az időszakban lépett ki az SZDSZ-ből, illetve mondott le országgyűlési mandátumáról (a városvezetői posztért már függetlenként indult). 2002-ben újra független jelöltként választották Tatabánya polgármesterévé. 2004-ben belépett a Fideszbe és 2005-től a Fidesz-MPSZ Komárom-Esztergom megyei Választmányának elnökségi tagja lett. A 2006. évi országgyűlési választásokon a párt Komárom-Esztergom megyei területi listáján szerzett mandátumot – a ciklusban a parlament Gazdasági és Informatikai Bizottságában dolgozott – és a párt színeit viselve nyerte meg ötödik polgármester-választását is. Négy évvel később a Tatabánya központú Komárom-Esztergom megyei 1. számú egyéni választókerületben választották országgyűlési képviselővé.
Polgármesteri munkája mellett 1991–1993 között a Megyei Jogú Városok Szövetségének egyik alelnöke volt. 1993-ban a szabad demokraták önkormányzati tanácsadó testületének elnöke volt. Tagja a Magyar Olimpiai Bizottságnak. 1994-ben belépett a Rákóczi Szövetségbe. 1999 óta tagja a Magyar Transzperszonális Egyesületnek. 2010 nyarától november közepéig a második Orbán-kormányban a Nemzetgazdasági Minisztérium energiaügyi és otthonteremtési államtitkára volt, emiatt lemondott polgármesteri tisztségéről. 2010 novemberében kinevezték a Nemzeti Fejlesztési Minisztérium energiaügyekért és klímapolitikáért felelős államtitkárává. Erről a posztról 2011. december 31-i hatállyal távozott.

## Műve
- Kiengesztelődés. Gyalogszerrel Csíksomlyóra, Magyar Könyvklub–Springer, Bp., 2005